# Moody’s
Moody’s Corporation ist die Dachgesellschaft für Moody’s Investors Service und Moody’s Analytics. Die US-amerikanische Gesellschaft ist an der New York Stock Exchange (Kürzel MCO) gelistet. Moody’s Analytics ist ein Anbieter von Risikomanagement-Software. Moody’s Investors Service ist eine von der US-amerikanischen Finanzaufsicht SEC seit 1975 anerkannte Ratingagentur (englisch Nationally Recognized Statistical Rating Organization, NRSRO).

## Geschichte
Die Agentur wurde 1909 von John Moody gegründet. Damals lieferte die Agentur Ratings zu Eisenbahn-Anleihen gegen Bezahlung an Investoren. 1914 wurde Moody’s Investors Service gegründet. Seit 1970 verlangt Moody’s die Gebühren nicht mehr von den Investoren, sondern von den Emittenten. 1975 wurde Moody’s von der SEC in die Liste der Nationally Recognized Statistical Rating Organization (NRSRO) aufgenommen.
Bis März 2009 besaß Warren Buffetts Unternehmen Berkshire Hathaway 48 Millionen Aktien von Moody’s, danach verringerte er seinen Anteil auf 28 Millionen. Buffets Anteil am Unternehmen liegt nun bei 13 Prozent, womit er größter Anteilseigner und der einzige mit einem Anteil von über 5 Prozent ist.
In seinem Jahresbericht 2010 gab Moody’s bekannt, dass die US-Börsenaufsicht SEC dem Unternehmen im März 2010 förmlich (Wells Notice) mitgeteilt hatte, dass sein Antrag aus dem Jahr 2007, weiterhin eine NRSRO zu bleiben, möglicherweise neu geprüft werde.

## Marktposition
Moody’s bewertet Wirtschaftsunternehmen und Banken nach ihren veröffentlichten Zahlen und beurteilt das Management. Darüber hinaus bewertet das Unternehmen auch Staatsanleihen. Moody’s ist die zweitgrößte Ratingagentur und beherrscht 40 Prozent dieses Marktes. Die drei Ratingagenturen S&P, Moody’s und Fitch Ratings dominieren 95 Prozent des Weltmarkts. Die Umsatzrendite von Moody’s lag im Jahr 2011 über 40 Prozent.
Im Jahr 2009 haben S&P und Moody’s nach eigenen Angaben gemeinsam über eine Million Kredite bewertet; damit waren etwa je Agentur 1.000 Analysten befasst. Die Agenturen stellen den Emittenten der Schuldverschreibung je Bewertung 3 bis 4 Basispunkte in Rechnung, abhängig vom Emissionsvolumen. Neben der Preisgestaltung von einzelnen Emissionen gibt es ein weiteres Preismodell für Großunternehmen und -banken, die häufig Darlehen aufnehmen, in einer Art Flatrate. Die Einnahmen erscheinen gering, aber es ist die Masse der Aufträge, die die hohen Gewinne erbringt. Das Ergebnis wird zusätzlich durch die geringen Personalkosten befördert.
Moody’s war wesentlich an der Bonitätsbeurteilung der verbrieften Hypothekenkredite in den USA beteiligt und erzielte damit 44 Prozent seiner Umsätze. Diese Hypothekenform war eine wesentliche Ursache der Finanzkrise 2008. Rudolf Hickel bezeichnete die drei Ratingagenturen als „private Lizenz zum Geldscheffeln“. Moody’s teilte am 13. Januar 2017 mit, dass im Rahmen eines Vergleichs mit US-Behörden 864 Millionen Dollar (etwa 812 Millionen Euro) an Strafgeldern bezahlt werden. Davon 437,5 Millionen Dollar als Bußgeld an das US-Justizministerium und weitere 426,3 Millionen an 20 US-Bundesstaaten. Zusätzlich muss Moody’s Maßnahmen setzen, um die Integrität, Unabhängigkeit und Qualität der Kreditbewertungen zu stärken. Standard & Poor’s hat zuvor in einem Vergleich mit dem US-Justizministerium, 19 Bundesstaaten und der Hauptstadt Washington insgesamt 1,5 Milliarden Dollar (1,32 Milliarden Euro) bezahlen müssen. Zum Vergleich:  Der Internationale Währungsfonds (IWF) geht in einer Kalkulation vom August 2009 von Gesamtverlusten von 11,9 Billionen US-Dollar aus. Eine Studie der Deutsche Bank Research bezifferte die krisenbedingte Minderung des weltweiten Bruttoinlandsprodukts auf vier Billionen US-Dollar.

## Ratings

Europakarte der Ratings von Moody’s (Stand 2016)

Die von Moody’s verwendeten Bonitätsnoten, die sich marginal von anderen Ratingagenturen unterscheiden, sind:
Anlagewürdig (englisch investment grade)
- Aaa – Zuverlässige und stabile Schuldner höchster Qualität
- Aa – Gute Schuldner, etwas höheres Risiko als Aaa
- A – Wirtschaftliche Gesamtlage ist zu beachten
- Baa – Schuldner mittlerer Güte, die momentan zufriedenstellend agieren

Spekulativ (englisch speculative grade)
- Ba – Sehr abhängig von wirtschaftlicher Gesamtlage
- B – Finanzielle Situation ist notorisch wechselhaft
- Caa – Spekulativ, niedrige Einnahmen des Schuldners
- Ca – in der Regel liegen hier bereits Zahlungsstörungen vor
- C – in Zahlungsverzug
- NR – keine Bewertung (englisch not rated)

Anleihen von spekulativem Grad sind die sogenannten Hochzinsanleihen, auch Schrott- oder Ramschanleihen genannt (englisch junk bond).
Zusätzlich werden die numerischen Postfixe (Anhänge) „1“, „2“ und „3“ für die Bonitätsnoten Aa bis Caa verwendet. Eine „1“ bedeutet, dass sich das Bonitätsurteil im oberen Drittel der Hauptnote befindet; analog stehen „2“ und „3“ für das mittlere und das untere Drittel.
Siehe auch: Rating (Finanzwesen)#Ratingsymbole/Ratingcodes (enthält eine Vergleichstabelle mit den Bonitätsnotenskalen der wichtigsten Ratingagenturen) zudem Liste der Länder nach Kreditrating